# Trận Austerlitz, 2 tháng 12 năm 1805 (Gérard)
Trận Austerlitz, 2 tháng 12 năm 1805 là một bức tranh sơn dầu trên canvas của họa sĩ người Pháp François Gérard, sáng tác năm 1810. Nó mô tả một cảnh trong Trận chiến Austerlitz năm 1805, nơi quân đội Pháp đánh bại quân đội Nga và quân đội Áo. Nó là một trong những bức tranh được trưng bày trong Phòng trưng bày các trận chiến, tại Cung điện Versailles.

## Lịch sử và mô tả
Gérard được giao nhiệm vụ tạo ra bức tranh lớn vào năm 1810. Nó được trưng bày lần đầu tiên tại Salon năm 1810. Bức tranh ban đầu được dùng để vẽ trần của căn phòng của Hội đồng Nhà nước Pháp. Nó nhằm tôn vinh chiến thắng quân sự của Napoleon, và nó mô tả khoảnh khắc sau khi quân Pháp giành chiến thắng trong trận chiến khi tướng Jean Rapp cưỡi ngựa trình bày Napoleon, ở bên phải ông , được bao quanh bởi các tướng lĩnh của ông ta, Hoàng tử Nga bại trận Nikolai Repnin-Volkonsky, các tù nhân khác và các tiêu chuẩn được đưa cho kẻ thù làm chiến lợi phẩm. Từ góc bên trái của bức tranh, "mặt trời Austerlitz" thần thoại dường như chiếu sáng khung cảnh, như một phần khác của truyền thuyết Napoleon. Trên chiến trường có nhiều binh sĩ bị thương hoặc tử vong.

## Vị trí
Năm 1833, Vua Louis-Philippe I của Pháp quyết định chuyển Cung điện Versailles thành bảo tàng lịch sử của Pháp. Galerie des Batailles được khánh thành vào năm 1837. Trong phòng trưng bày, 33 bức tranh hoành tráng được trưng bày, mô tả các giai đoạn quân sự trong lịch sử Pháp. Bức tranh của Gérard đã được trưng bày ở đó kể từ đó.